# Софийска извънредна следствена комисия
Софийска извънредна следствена комисия е назначена с решение на Високата порта и натоварена да разследва извършването на Арабаконашкия обир от Вътрешната революционна организация.
През ноември 1872 г. софийският мютисериф Мазхар паша внася рапорт до министъра на вътрешните работи Хюсни паша за хода на разследването на Арабаконашкия обир, проведено в Тетевен и Орхание. Хюсни паша внася рапорта за разглеждане от Високата порта. Със специално решение е създадена т.нар. Извънредна следствена комисия, която да работи в София. Комисията получава разпореждане да доведе следствието до край, като по-малко провинилите се да бъдат освободени, а само инициаторите и активните участници да бъдат осъдени. Също така следва да се даде и политическа оценка на случилото се.
Състав на комисията според протоколите от нейната работа:
- генерал Али Саиб паша Гюрчю – председател.
- майор Шакир Мехмед Салим
- Махмуд Мазхари
- Саадулах Сърръ
- Иванчо Хаджипенчович
- Пешо Тодоров
- хаджи Мано Стоянов
- Мито Каймакчиев

Комисията работи до средата на февруари 1873 г. Разпитва арестуваните дейци на ВРО, като разпитите започват на 9 декември 1872 г. и приключват на 12 януари 1873 г. Провежда очни ставки. Изпраща в Цариград доклад за своята работа. Нейните решения са в основата на издадените по делото присъди. Комисията издава общо 15 мазбата (присъди), от които в турски преписи до днес са достигнали само 6: №1 е издадена на 14 декември срещу Димитър Общи, №2 от 17 декември – срещу Анастас Попхинов; №5 от 1 януари 1873 - срещу орханийци; №6 от 4 януари - срещу видрарци; №7 от 4 януари - срещу изворци и последната - №15 от 14 януари - срещу Васил Левски.
Осъдени са 64 дейци на ВРО:
- на смърт – Васил Левски и Димитър Общи;
- на заточение – 62 души: в Диарбекир (38), в Егюрне (3) и в Аргана Медени (21).

След приключването на работата на комисията членовете ѝ Шакир Мехмед Салим, Саадулах Сърръ, Хаджи Мано Стоянов, Пешо Тодоров и Мито Каймакчиев са наградени с ордени „Меджидие“ пета степен.